# Koprivnica-Križevci
Koprivnica-Križevci (Kroatisch:Koprivnicko-križevacka županija) is een provincie in het noorden van Kroatië. Koprivnica-Križevci heeft een oppervlakte van 1734 km² en 124.467 inwoners (volkstelling 2001).
De provincie Koprivnica-Križevci grenst aan de volgende provincies: Međimurje in het noorden, Varaždin in het noordwesten, Zagreb in het zuidwesten, Bjelovar-Bilogora in het zuiden en Virovitica-Podravina in het zuidoosten.
De naam van de provincie komt van de twee grootste steden: de hoofdstad Koprivnica en de stad Križevci. De derde stad van de provincie is Đurđevac, maar deze heeft een inwoneraantal van slechts 8862 (2001) en is dus een stuk kleiner dan de grootste twee steden.

## Geschiedenis
De stad Koprivnica werd in 1272 voor het eerst genoemd in een document van Ladislav IV en werd in 1356 verheven als vrijstad door Koning Ludovic I hierna bloeide de stad als een handelsplaats en een militaire basis.
Koprivnica werd een militair gebied toen het tijdens de 16e eeuw ten tijde van de oorlogen tegen het Osmaanse Rijk bij het militaire front, een cordon tegen het oprukkende Turkse leger, aangesloten werd. Maar onder de heerschappij van Maria Theresia ging Koprivnica in 1765 verder als een vredig handelsstadje.
Koprivnica kende een snelle ontwikkeling in de 20e eeuw mede dankzij de Podravka voedselindustrie, wereldwijd bekend voor de Vegeta.
Križevci is een stuk kleiner en lijkt in het teniet te vallen tegenover Koprivnica. Deze stad werd voor het eerst door Bela de IIIe genoemd, de stad werd echter in twee delen gesplitst die zich niet gelijk ontwikkelde.
Nadat de stad eeuwenlang verdeeld was werd deze door keizerin Maria Theresia in 1752 weer tot één stad gesmolten. De stad had ook geleden onder de oorlogen met de Turken maar bloeide in 1871 enigszins weer op dankzij de aanlag van de spoorlijn tussen Boedapest en Rijeka.
Het hedendaagse Križevci richt zich op ondernemerschap maar met behoud van de acht kerken (waarvan één een kathedraal); de meeste zijn gebouwd in de Middeleeuwen.

## Bestuurlijke indeling
Koprivnica-Križevci is onderverdeeld in:
- De (hoofd)stad Koprivnica
- De stad Križevci
- De stad Đurđevac
- De gemeente Drnje
- De gemeente Đelekovec
- De gemeente Ferdinandovac
- De gemeente Gola
- De gemeente Gornja Rijeka
- De gemeente Hlebine
- De gemeente Kalinovac
- De gemeente Kalnik
- De gemeente Kloštar Podravski
- De gemeente Koprivnički Bregi
- De gemeente Koprivnički Ivanec
- De gemeente Legrad
- De gemeente Molve
- De gemeente Novigrad Podravski
- De gemeente Novo Virje
- De gemeente Peteranec
- De gemeente Podravske Sesvete
- De gemeente Rasinja
- De gemeente Sokolovac
- De gemeente Sveti Ivan Žabno
- De gemeente Sveti Petar Orehovec
- De gemeente Virje

## Provinciale regering
- De huidige Župan (prefect) is: Josip Friščić (HSS)
- vice-župan: Darko Koren (HSS)
- vice-župan: Vjekoslav Flamacet (SDP)

De provinciale assemblee, met Milivoj Androlić (SDP) als voorzitter, bestaat uit 41 vertegenwoordigers van de volgende politieke partijen:
- HSS-SDP: 27
  - Kroatische Boerenpartij (HSS)
  - Sociaaldemocratische Partij van Kroatië (SDP)
- Kroatische Democratische Unie (HDZ): 10
- DC-HDSS: 2
  - Democratisch Centrum (DC)
  - Kroatische Democratische Boerenpartij (HDSS)
- HSLS-HNS-LS-HSU: 2
  - Kroatische Sociaal Liberale Partij (HSLS)
  - Kroatische Volkspartij (HNS)
  - Liberale Partij (LS)
  - Kroatische Senioren Partij (HSU)

Gebaseerd op de verkiezingsuitslagen van 2005.